# Zeitungsdruckpapier

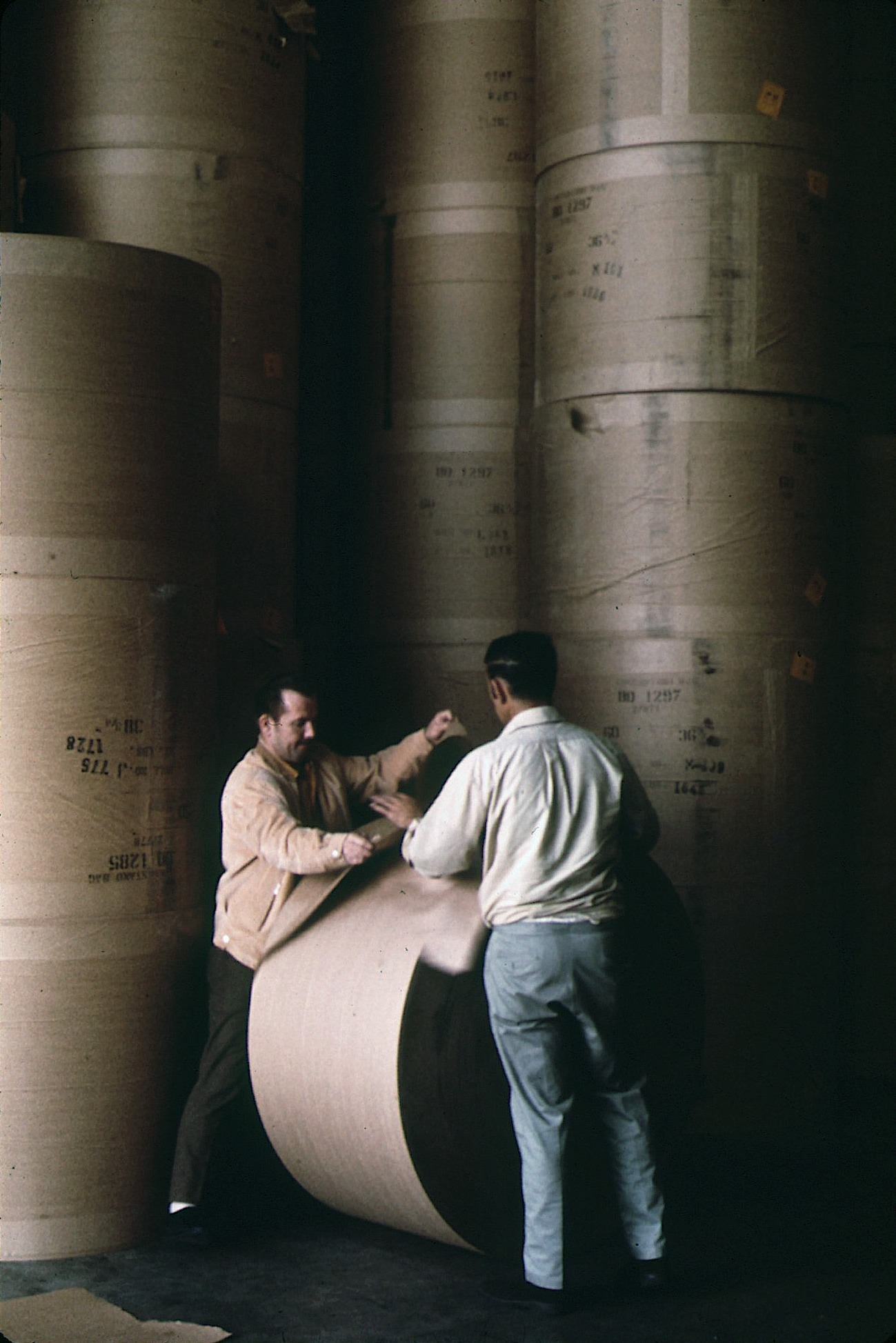
Rollen von Zeitungspapier

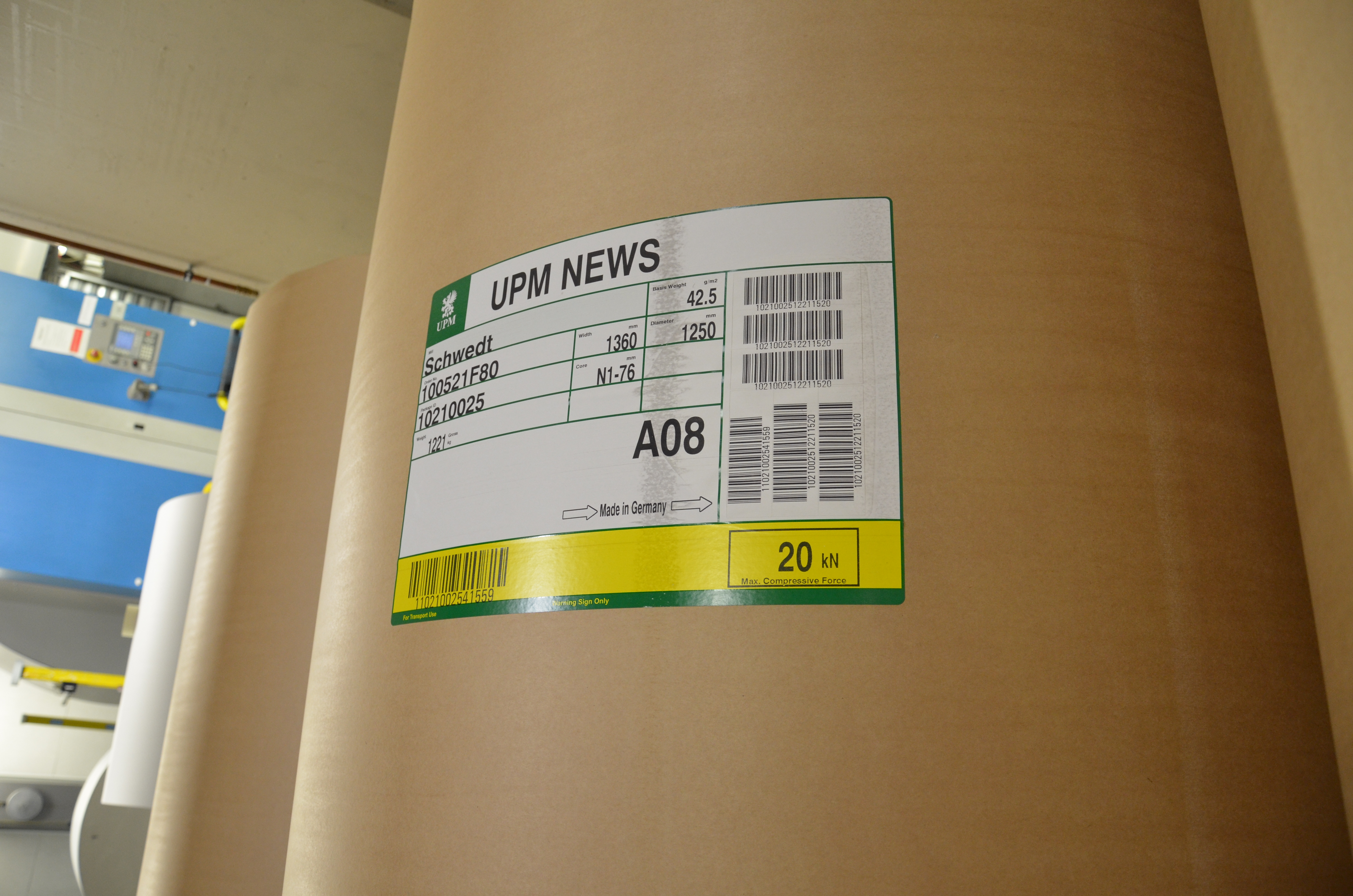
Etikett an der Rolle

Zeitungsdruckpapier ist eine Papierart, die nur eine kurze Lebensdauer (10 bis 50 Jahre, bei guter Lagerung auch länger) und geringe Wetterbeständigkeit hat, Eigenschaften, die es für  Bücher weniger geeignet macht. Dagegen ist es vergleichsweise kostengünstig und hat gute Druckeigenschaften wie zum Beispiel einen hohen Grad an Farbechtheit. Außerdem ist es sehr leicht, 40–52 Gramm pro Quadratmeter, gut falt- und handhabbar. Es wird (zumindest zu einem großen Teil) aus recyceltem Altpapier hergestellt. Das heute verwendete Zeitungsdruckpapier dient schon seit mehr als 100 Jahren als Grundlage für Tages- und Wochenzeitungen, nicht aber für Zeitschriften, an deren Papier andere Anforderungen gestellt sind.

## Eigenschaften
In fast allen anderen handelsüblichen grafischen Papieren ist Lignin chemisch herausgelöst. Dies wäre jedoch bei Zeitungen zum Nachteil des Lesers, denn es verleiht nicht nur dem Faserverbund im Baum die Zähigkeit, sondern auch dem Faserverbund im Papier. Aufgrund der geringen Dicke eines Zeitungspapieres und der relativ großen Fläche würde ein holzfreies Papier nur schlapp an den Ecken herabhängen und sich durchbiegen (vergleichbar mit Bibeldruckpapier). Lignin erhöht die Opazität günstig, sodass – im Auflicht – die Bedruckung der Papierrückseite nicht durchscheint, holzfreies Papier hingegen ist durchscheinender.
Das ist auch der Grund, weshalb Zeitungspapier mit der Zeit unter (Sonnen-)Lichteinfluss und Sauerstoffzufuhr vergilbt, da es nicht aus reinem Zellstoff besteht. Bei der Vergilbung entwickelt sich ein intensiver Geruch nach Vanillin, einem Abbauprodukt von Lignin. Der Vergilbungseffekt lässt sich durch das Bleichen des Lignin-haltigen Zellstoffs z. B. mit Natriumdithionit verringern.
Die Umwelt wird durch weggeworfenes Zeitungspapier verunziert, jedoch wenig belastet, da es bei entsprechenden Bedingungen schon nach wenigen Monaten verrottet.

## Wirtschaft
Die weltweit größten Hersteller von Zeitungspapier sind RFP, Norske Skog, UPM-Kymmene, Nippon Paper Group, Stora Enso und Oji Paper.
Die Voith PM 1 – aufgestellt bei der Firma Rhein Papier in Hürth – stellte 2003 mit 1912 Meter pro Minute (entspricht einer Bewegung der Papierbahn mit 115 km/h) einen Geschwindigkeitsweltrekord bei der Herstellung von Zeitungsdruckpapier auf.